# Aerolínea del Estado Mexicano
Cet article concerne la compagnie aérienne actuelle fondée en 2023. Pour la compagnie aérienne disparue en 2010, voir Mexicana.
Aerolínea del Estado Mexicano, S.A. de C.V. (commercialement connu : Mexicana de Aviación ou Mexicana), en français : « Compagnie aérienne de l'Etat mexicain », (code AITA : XN ; code OACI : MXA) est une compagnie aérienne d'État mexicaine, créée le 18 mai 2023 et a commencé ses opérations le 26 décembre 2023. Elle a été fondée après l'achat de la marque de l'ancienne compagnie aérienne disparue en 2010, la Mexicana.
Le slogan de la compagnie aérienne est « Seguirá siendo la primera » (« Elle continuera d'être la première »), elle opère actuellement dans 15 destinations différentes à travers le Mexique et quatre avions, avec des projets d'expansion vers 48 destinations dans toute l'Amérique,,.

## Histoire
Le 18 mai 2023, la création d'Aerolínea del Estado Mexicano, S.A. de C.V. a été officialisée par le Journal officiel de la Fédération,. La compagnie aérienne serait gérée par le Secrétariat à la Défense nationale du Mexique (par l'intermédiaire de l'entreprise publique Olmeca-Maya-Mexica (es)), et ses opérations et son siège social seraient situés à l'aéroport international Felipe Ángeles.
L'ancien président Andrés Manuel López Obrador avait précédemment annoncé son intention de rebaptiser la compagnie « Mexicana de Aviación », qui avait fait faillite en 2014. En juillet 2023, le gouvernement a enregistré la marque alternativement sous le nom « Aerolínea Maya » en raison de difficultés à conclure un accord pour l'acquisition de la marque « Mexicana » auprès du syndicat,. Le 10 août 2023, le gouvernement mexicain a annoncé l'acquisition du nom et de la marque.

## Controverses

### Lignes annulées et charge fiscale
Le 6 janvier 2025, Mexicana de Aviación a annoncé l'annulation et l'interruption de ses opérations et de ses liaisons vers huit destinations : Acapulco, Campeche, Guadalajara, Ixtapa, Puerto Laredo[Où ?], Uruapan et Villahermosa. Cette décision a été prise après la fin de sa relation avec TAR Aerolíneas, qui lui avait loué deux appareils, amaigrissant ainsi sa flotte à trois appareils.
Au cours de sa première année d'exploitation, Mexicana a transporté environ 382 000 passagers, soit bien moins que son objectif initial de trois millions. De plus, la compagnie aérienne a enregistré un taux d'occupation de 45 à 47 %, atteignant une part de marché de seulement 0,5 %, inférieure à celle de ses concurrents,.
De janvier à septembre 2024, les coûts d'exploitation ont dépassé 1,7 milliard de pesos, tandis que les revenus auraient à peine atteint 243,1 millions de pesos grâce à la vente de billets, l'obligeant ainsi à obtenir des fonds du gouvernement pour plus de 1,474 milliard de pesos ainsi que d'autres contributions fiscales.

### Procès aux États-Unis
Devant un tribunal de New York, aux États-Unis, la compagnie aérienne a été poursuivie en justice pour 838 millions de dollars plus 2,4 millions de dollars supplémentaires de frais en mai 2024 par SAT Aero Holdings, une société américaine de location d'avions et de recrutement d'équipage, et Mexicana a refusé de coopérer aux opérations de location et de recrutement d'équipage.

## Destinations
Mexicana de Aviación dessert 15 destinations au Mexique le 9 janvier 2024 et prévoit une expansion.

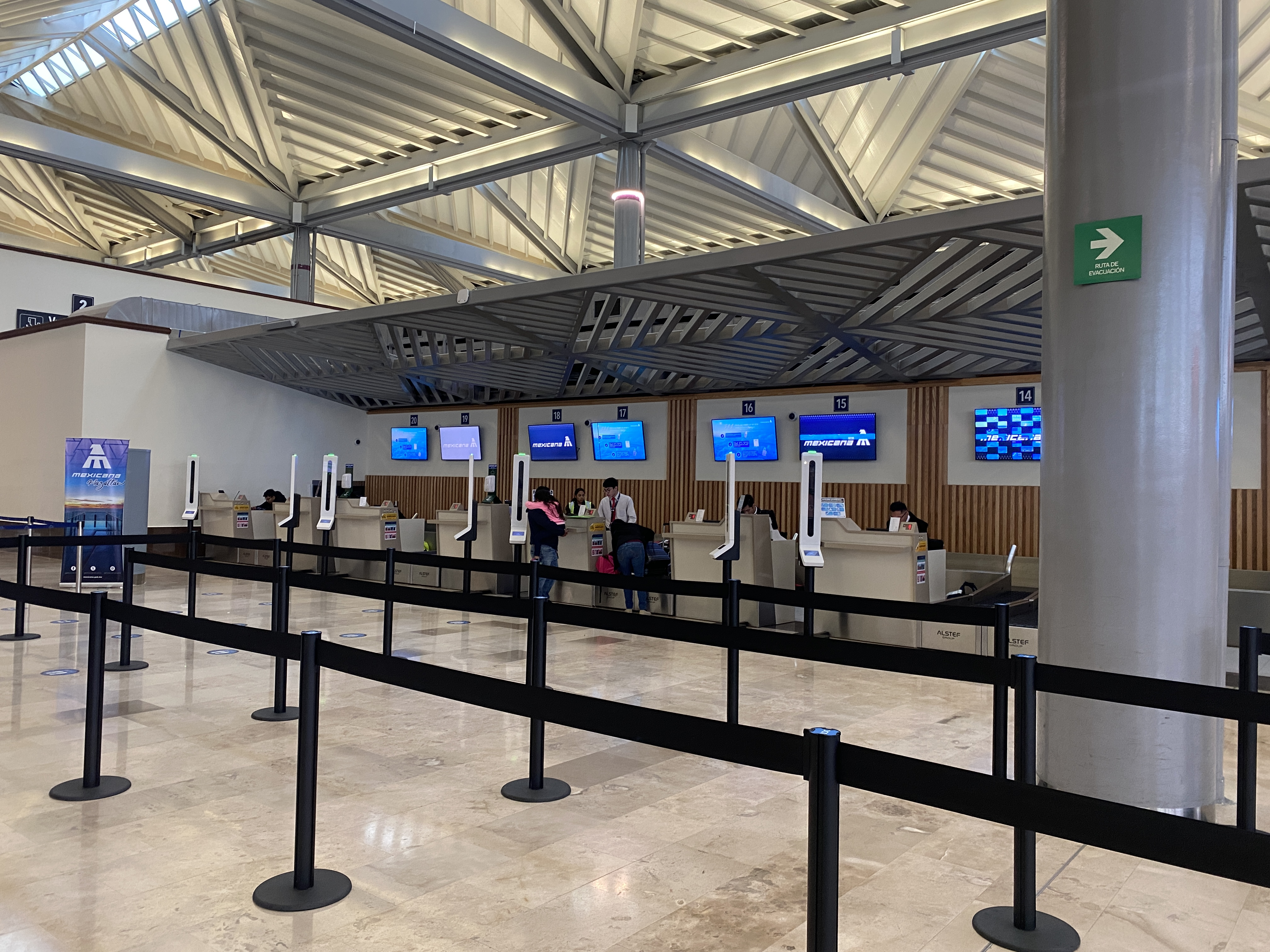
Comptoirs Mexicana à l'AIFA

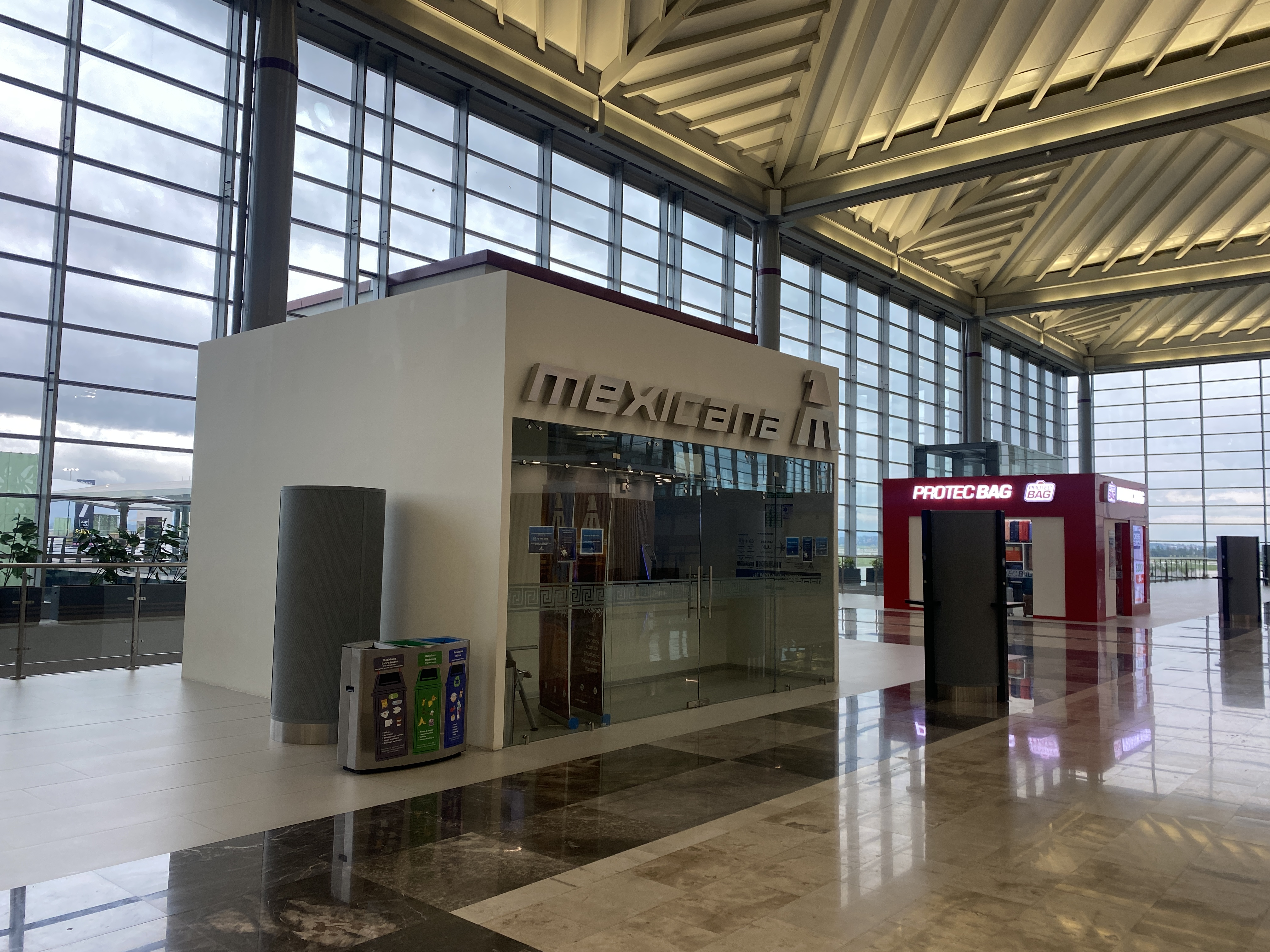
Bureau de vente à l'AIFA

### Destinations en 2025

#### Amérique du Nord
- (Campeche, Chetumal, Ciudad Victoria, Acapulco, San José del Cabo, Palenque, Cancún, Guadalajara, Mérida, Mazatlán, Tijuana, Mexico, Monterrey, Ixtapa, Ixtepec)

### Destinations futures

#### Amérique du Nord
- (Montréal-Trudeau, Ottawa, Vancouver)[4],[5]
- (Atlanta, Boston, Charlotte, Chicago, Cleveland, Dallas, Detroit, Fort Lauderdale, Houston, Los Ángeles, Miami, New York, Phoenix, Portland, San Francisco)
- (Apodaca, Cancún, Ciudad Juárez, Ciudad Obregón, Ciudad del Carmen, Colima, Cozumel, Guaymas, Hermosillo, La Paz, León, Lázaro Cárdenas, Loreto, Matamoros, Monclova, Nogales, Oaxaca de Juárez, Puebla, Salina Cruz, San Luis Potosí, Tamuín)

Caraïbes
| - (La Havane) | - (Punta Cana) |

Amérique Centrale
| - (San José) | - (Tegucigalpa) | - (Panama) |

#### Amérique du Sud
| - (Bogotá) | - (Caracas) | - (Lima) |

## Flotte
En juillet 2025, la flotte de Mexicana se composait des appareils suivants, d'un âge moyen de 6-8 ans,,, :

## Galerie de photos

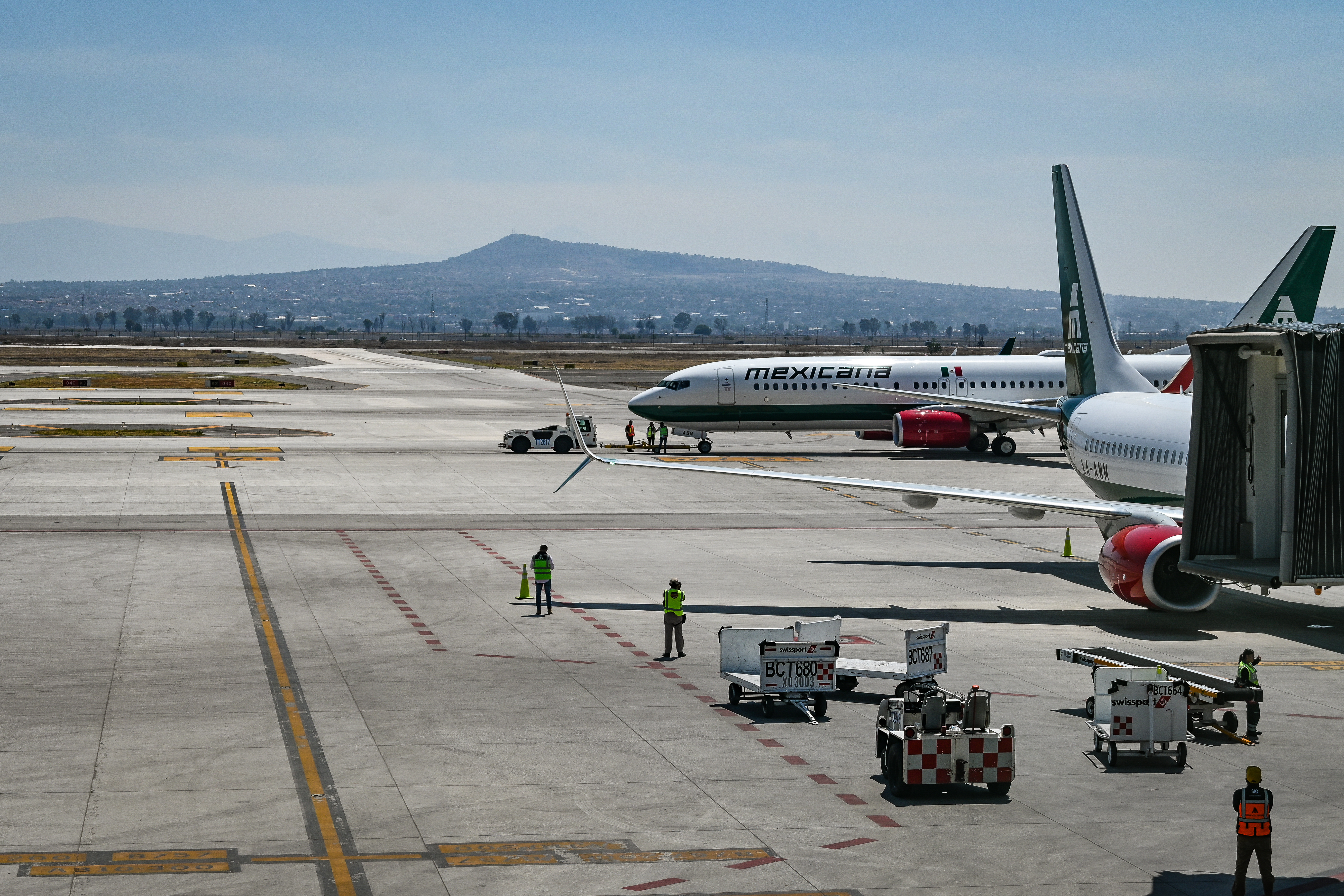
Deux Boeing 737-800 de Mexicana de Aviación dans les installations de l'aéroport international Felipe Ángeles.
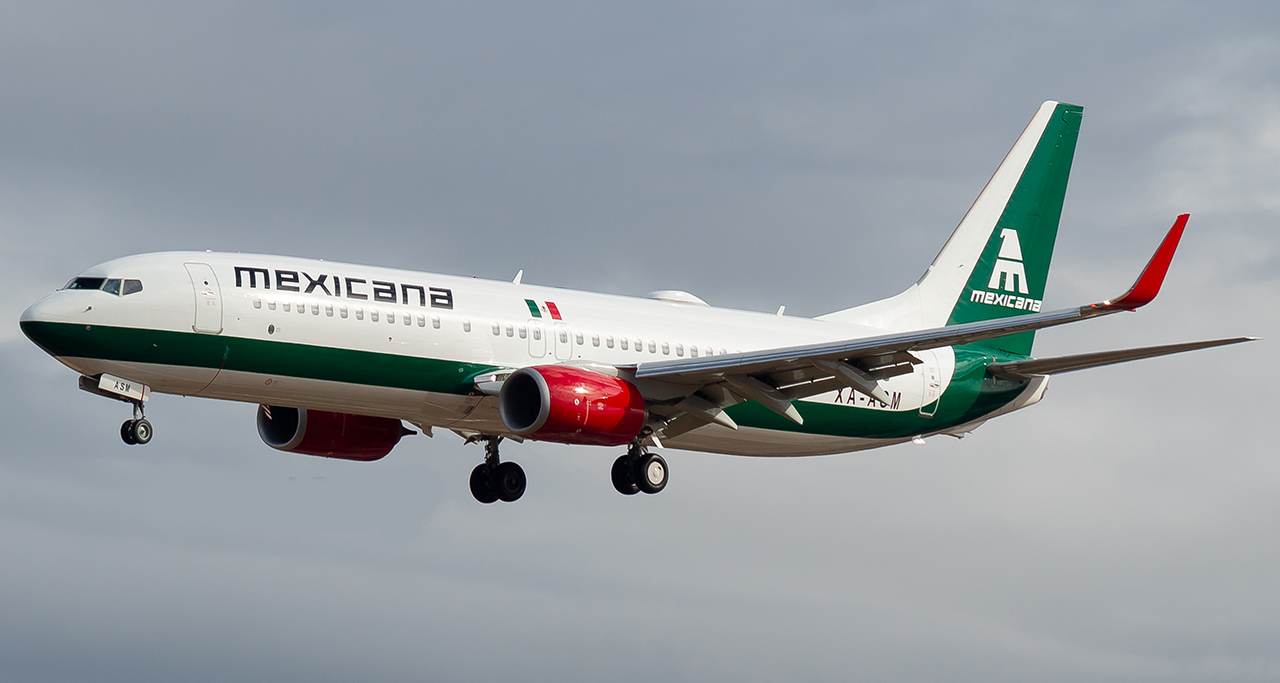
Un 737-8MC atterrissant à l'aéroport de Tijuana.
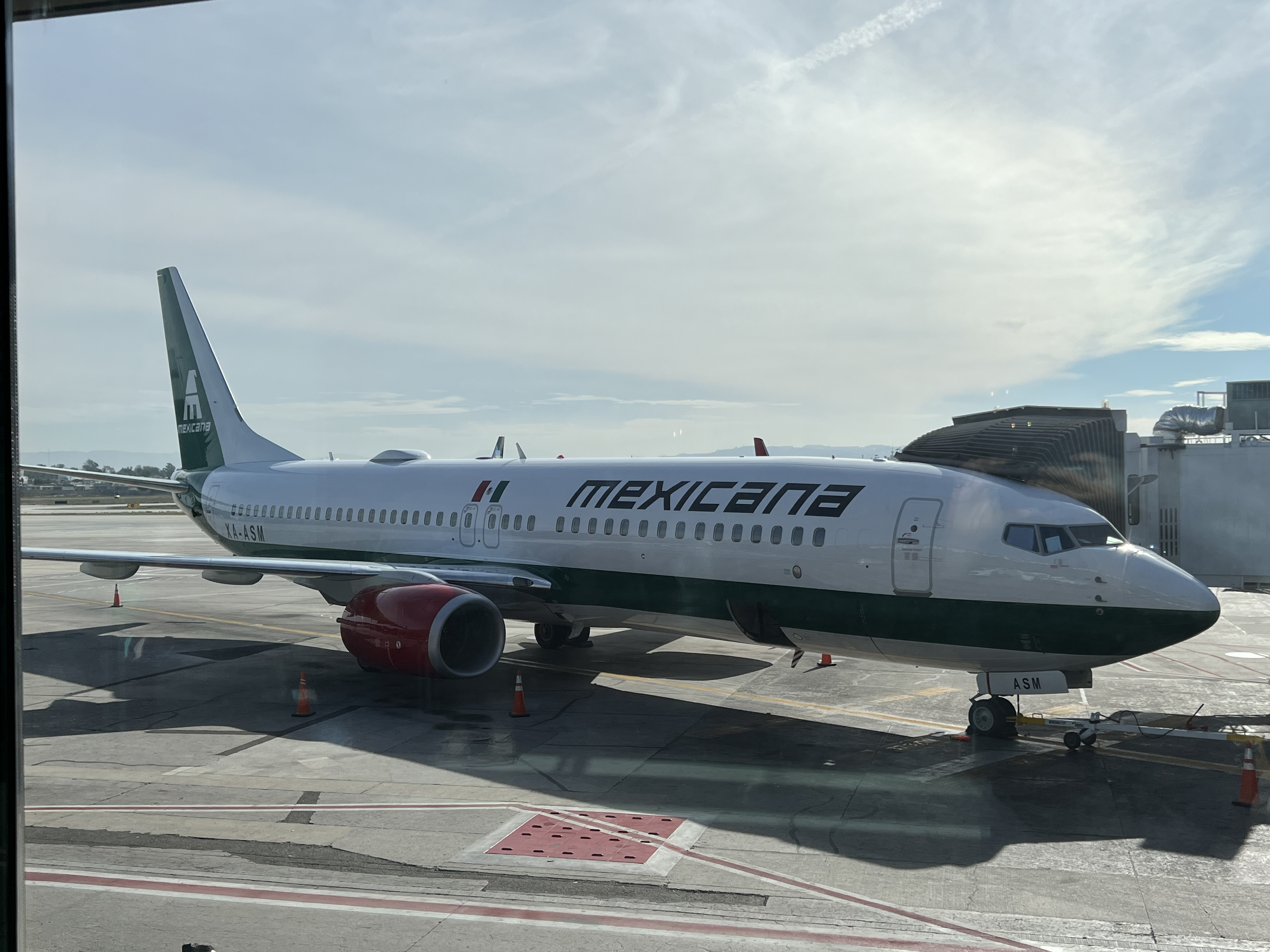
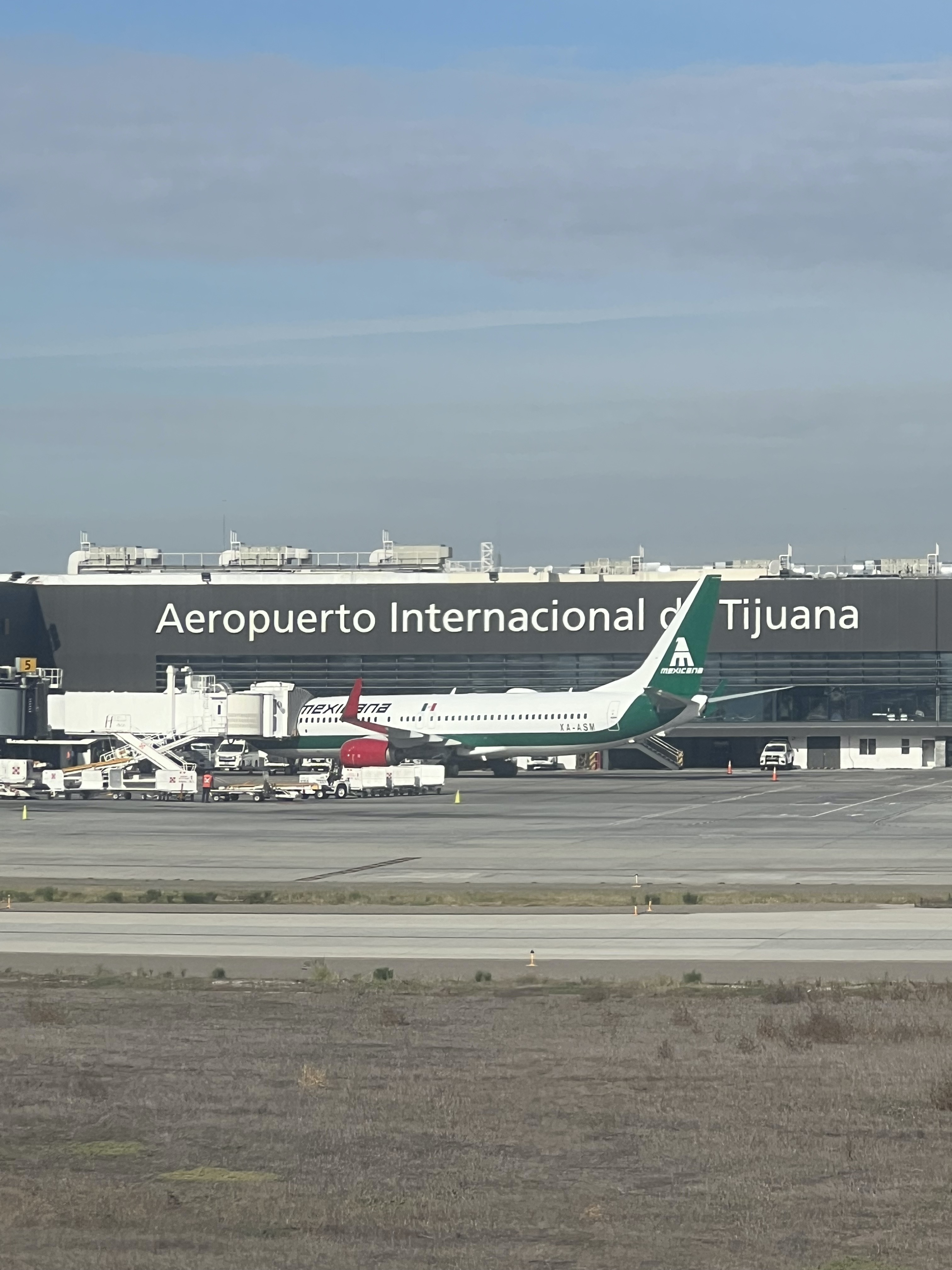
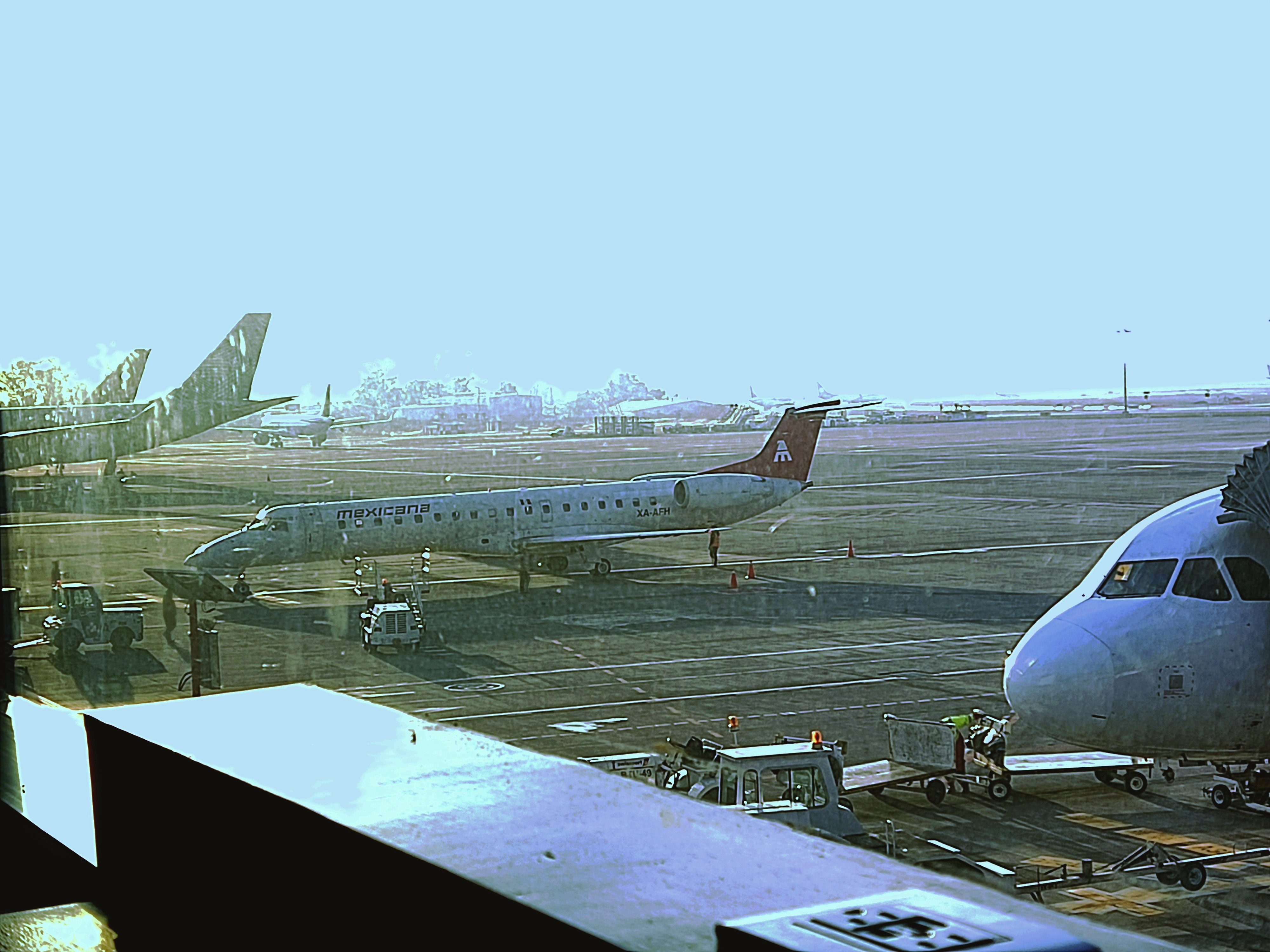
Un TAR ERJ-145LR affrété par Mexicana à l'aéroport de Guadalajara.
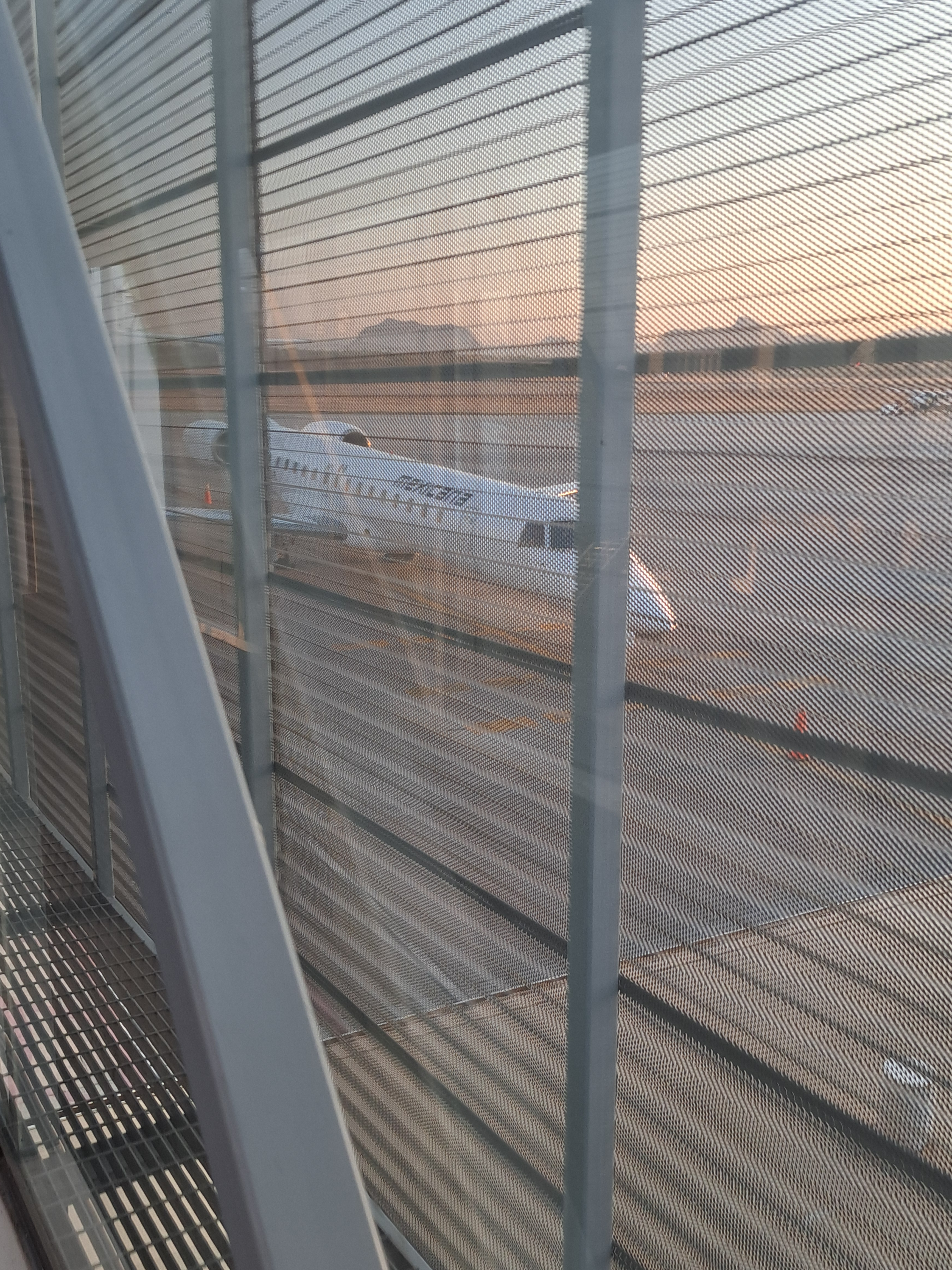
Embraer E145 de TAR Aerolíneas avec livrée Mexicana à l'aéroport d'Hermosillo.